# 勝部謙造
勝部 謙造（かつべ けんぞう、1885年（明治18年）3月14日 - 1964年（昭和39年）12月16日）は、日本の哲学者である。

## 経歴・人物
島根県に生まれ、京都帝国大学文科大学（京都大学大学院文学研究科・文学部）哲学科に入学する。1914年（大正3年）に卒業後は京都府立第一中学校（現在の京都府立洛北高等学校・附属中学校）で教鞭を執り、1921年（大正10年）には広島高等師範学校（現在の広島大学）の助教授をへて教授を務めた。1930年（昭和5年）には文部省における留学生としてドイツに渡り、ゲッティンゲン大学に留学しヴィルヘルム・ディルタイの哲学を研究する。
翌1931年（昭和6年）に帰国後は研究した成果をドイツ語で執筆したことで文学博士を取得し、後に広島文理科大学の教授となった。その後は兵庫師範学校（現在の神戸大学教育学部）の校長を経て、島根大学の教育学部長を務める。1955年（昭和30年）には桃山学院の理事長を務め、桃山学院中学校・高等学校長も務めた。1959年（昭和34年）から1962年（昭和37年）までには桃山学院大学の初代学長を務め、辞任後は名誉教授に認定された。

## 著書

### 自著
- 『ディルタイの哲学』
- 『新カント派の教育説』
- 『現代哲学の根本問題』
- 『国語解釈学』

### 訳書
- 『哲学の本質』- 原作はディルタイの著書[2]。